# جيمس كوليب
جيمس كوليب (20 نوفمبر 1892 - 19 يونيو 1965) طبيب كندي بروفيسور الكيمياء الحيوية، ومطور الإنسولين.

## نشأته
وُلد جيمس بيرترام كوليب في بلفيل في أونتاريو في نوفمبر 1892، بدأ تعليمه في مدرسة مكونة من فصل واحد في بلفيل وأكمل دراسته في مدرسة بلفيل الثانوية.
التحق بكلية الطب وعمره لا يتجاوز 15 عام ودرس الكيمياء الحيوية والفيسيولوجيا وتخرج الأول على دفعته عام 1912. خلال سنوات دراسته في جامعة ترينتي، قابل كوليب زوجته. بعد حصوله على شهادة البكالوريوس، استمر في إكمال تعليمه ونال شهادة الماجستير في إدارة الأعمال عام 1913. ثم، كواحد من ثلاثة طلاب دراسات عليا يشرف عليهم البروفيسور أ. ب. ماكالوم في جامعة تورنتو ،حصل كوليب على درجة الدكتوراه في الكيمياء الحيوية عام 1916.

## مقدمة
يعود تاريخ مرض السكري إلى حوالي ثلاثة آلاف سنة فالمصريون القداماء ذكروه في بردياتهم وكذلك أطباء الهنود. قديما كان السكري مرضاً قاتلاً، كان الاعتقاد السائد أن الإصابة به مرتبطة بخلل في الجهاز الهضمي ولكن في مطلع عشرينيات القرن الماضي بدأ الحديث عن دور البنكرياس في التسبب في هذا المرض القاتل٬ خلال صيف 1921، قررت مجموعة من الباحثين بجامعة تورونتو الكندية البحث عن المادة الأساسية المتسببة في ظهور مرض السكري. بالفعل، تمكن الطبيب الكندي فردريك بانتنغ والباحث تشارلز بست من عزل مادة استخرجت من بنكرياس كلب ثم حقنها داخل أجسام مجموعة أخرى من الكلاب الذين استأصل لديهم البنكرياس. وأستطاعت بالفعل تلك المادة إنقاذ الكلاب المصابين بالسكري فكان إنجازا غير مسبوق في تاريخ البشرية٬ لكن نجاح باحثي جامعة تورونتو في التجربة لم يكن كبيرا فكمية الأنسولين التي استخرجوها كانت محدودة جداً ومخلوطة بعدد من المواد الأخرى. وخلال الفترة التالية انضم للفريق البحثي الطبيب الكندي جيمس كوليب والذي أنحسر دوره في مهمة استخراج أنسولين نقي خال من المواد الأخرى. وبينما واصل كل من بانتنغ وبست أبحاثهما على الكلاب، اتجه جيمس كوليب نحو إجراء التجارب على بنكرياس الأبقار، وفي ديسمبر 1921، وصل بمستشفى تورونتو طفل يدعى ليونارد طومسون، يبلغ من العمر 14 سنة مصاب بمرض السكري وأكد الأطباء أن الطفل سيفارق الحياة خلال أسابيع. وفي يناير 1922، ومن خلال تجربة فريدة من نوعها، تم حقن طومسون بكمية بسيطة من مادة الأنسولين النقي الذي تم الحصول عليه انطلاقاً من بنكرياس الأبقار. وفي اليوم التالي تراجعت قليلا قيمة سكر الدم لدى الطفل وحققت التجربة الأولى نجاحاً محدوداً، حيث لاحظ الأطباء تواصل وجود السكر في بول الطفل. وخلال الأيام التالية واصل جيمس كوليب العمل من أجل جعل الأنسولين المستخرج من بنكرياس الأبقار أكثر نقاءً. وبعد مضي 11 يوماً على التجربة الأولى، أعاد الباحثون التجربة مرة ثانية، حيث تم حقن طومسون مرة أخرى بمادة الأنسولين. فحققت التجربة الثانية نجاحاً مذهلاً، حيث تراجعت قيمة سكر الدم لدى الطفل بشكل مذهل وزالت تماما نسبة السكر التي كانت موجودة في بول الطفل. وخلال اليومين التاليين، لم يتلق طومسون أية جرعة أخرى من مادة الأنسولين، ولهذا السبب ارتفعت قيمة سكر الدم لديه، وإثر ذلك قرر الأطباء حقن الطفل المريض يومياً بالأنسولين.